# Pellaea quadripinnata
Pellaea quadripinnata là một loài thực vật có mạch trong họ Adiantaceae. Loài này được (Forssk.) Prantl miêu tả khoa học đầu tiên năm 1882.